# Cápsulas Fénix

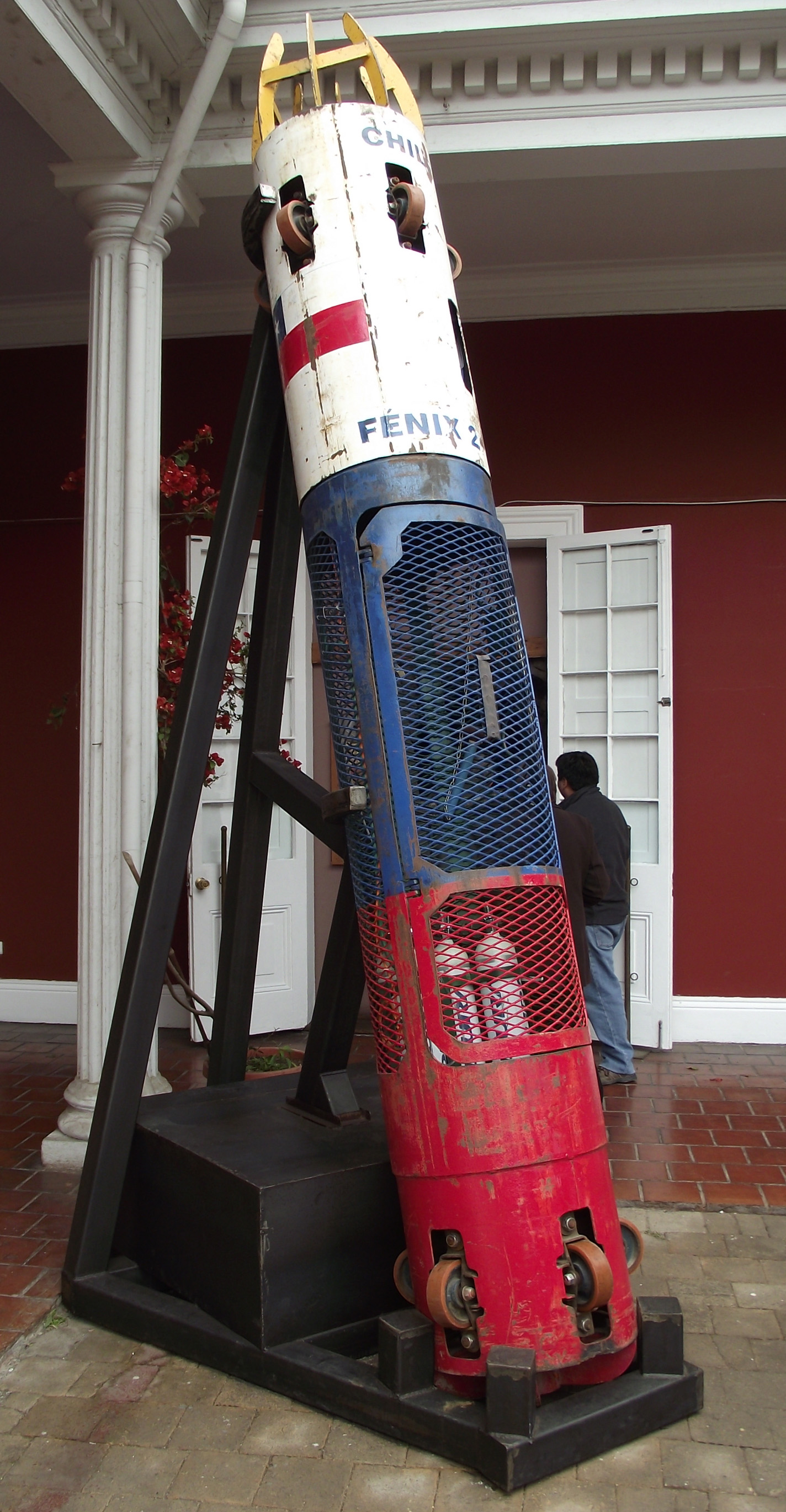
La cápsula Fénix 2 en exhibición en el Museo Regional de Atacama en Copiapó.

Las cápsulas Fénix fueron tres cápsulas de rescate usadas para sacar a los 33 mineros atrapados luego del derrumbe de la mina San José de 2010.
Las cápsulas en cuestión fueron diseñadas por Alejandro Poblete (1950), ingeniero mecánico chileno de la Universidad de Concepción y extrabajador de Codelco. Posterior a ello fueron construidas por los Astilleros y Maestranzas de la Armada (ASMAR), los cuales las bautizaron Fénix, en honor a la legendaria ave que luego de consumirse en el fuego renacía de sus cenizas. Para el rescate, sólo se ocupó la Cápsula Fénix 2.

## Descripción

Esquema de la cápsula Fénix y del equipamiento de los mineros utilizado en el rescate.

Las cápsulas Fénix fueron diseñadas por el Ingeniero y extrabajador de Coldelco Chile División El Teniente, Alejandro Poblete y posteriormente manufacturadas por la Armada de Chile, en colaboración con la agencia espacial estadounidense NASA. Tienen un diámetro de 54 cm y 8 pequeñas ruedas en las partes superior e inferior, con un sistema para permitir movilidad dentro de un ducto. Además poseen un arnés para un ocupante, un suministro de oxígeno y un micrófono con parlantes, los cuales fueron usadas para conectar a los mineros con los rescatistas que se encontraban en la superficie.

Fénix es una versión desarrollada de la llamada 'bomba-Dahlbusch', un tubo de metal con el cual se logró rescatar a mineros enterrados. Los ingenieros de la mina alemana Dahlbusch, en Gelsenkirchen, inventaron la primera cápsula de rescate en 1955.
La cápsula de metal fue utilizada en varias acciones de rescate entre 1956 y 1957. El espectacular salvataje en 1964 en Lengede, en Baja Sajonia (Alemania), de once mineros, que permanecieron 14 días en una galería tras un accidente minero, hizo mundialmente famosa a la 'bomba Dahlbusch' Archivado el 5 de febrero de 2011 en Wayback Machine..

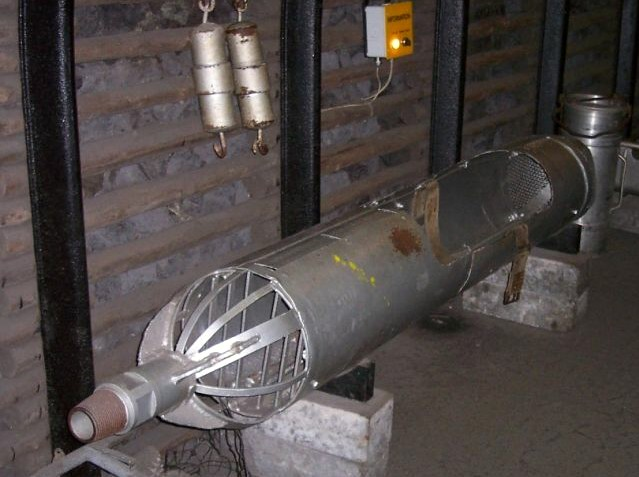
"Bomba Dahlbusch".

Oficialmente se crearon tres prototipos de la cápsula:
- La Fénix 1, tenía un diámetro un poco mayor que el de las otras dos cápsulas, y fue usada para realizar pruebas en ducto que había sido creado por el taladro o trépano Schramm T-130 enviado desde Alemania,[9][10] donde descendió hasta una profundidad de 610 metros.[11]

- La Fénix 2 fue operada mediante un sistema de polea austríaco y fue usada durante todo el procedimiento de rescate de los mineros.

- La Fénix 3 fue puesta en reserva y no llegó a ser usada.

Las cápsulas Fénix 1 y 2 son gemelas y tienen un diámetro de 54 cm, una longitud de 3,98 m, un sistema de desacople para separarlas en dos partes y 5 pequeñas ruedas (centralizadores) de 15 cm de diámetro en las partes superior e inferior, las que permitieron evitar el roce y mantener centralizada la cápsula en su total recorrido dentro del ducto.
La Fénix 3 tiene un diámetro de 54 cm, una longitud de 3,445 m y no tiene sistema de desacople.
Éstos diseños fueron desarrollados exclusivamente para éste rescate, considerando todas las variables de las condiciones del pique terminado, tales como sortear singularidades por los cambios de diámetro, inclinación, llegada al refugio, ventilación, roce y otros.
El comandante en jefe de la armada chilena, el almirante Edmundo González Robles mencionó que ASMAR también había construido una cuarta cápsula, que sin embargo no fue trasladada a las inmediaciones de Copiapó, además de que el diseño de las mismas sería patentado.
Varios de los principales medios de noticias mostraron en sus respectivos sitios en Internet ilustraciones del diseño básico de la Fénix.

## Las cápsulas luego del rescate

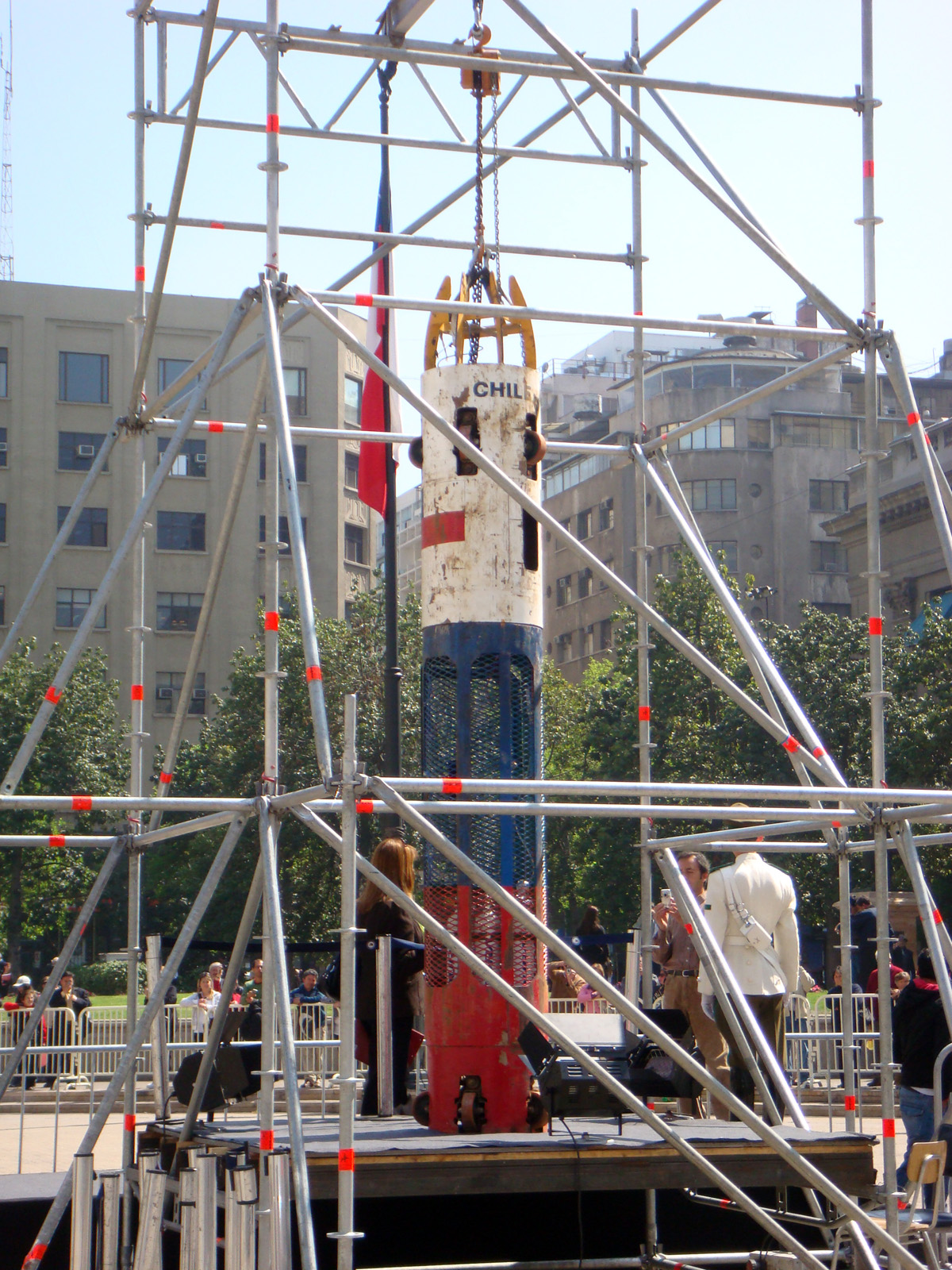
La cápsula Fénix 2 en exhibición en la capital chilena de Santiago, en octubre de 2010.

Luego de haberse realizado el exitoso rescate de los 33 mineros el 13 de octubre de 2010, la posesión de la Fénix 2 fue objeto de una disputa entre el gobierno central de Chile, ASMAR y la municipalidad de Copiapó.
El gobierno chileno anunció que la cápsula realizaría un viaje a través de todo el país,
 comenzando con su exhibición en la Plaza de la Constitución de Santiago de Chile. A mediados de 2011 la cápsula fue exhibida en la mega muestra Tecnópolis, en Villa Martelli, Argentina, siendo su primera exhibición fuera del país. Desde el 3 de agosto de 2011 la cápsula Fénix 2 se encuentra instalada en el Museo Regional de Atacama en Copiapó. El que la Cápsula Fénix 2, sea parte de la colección del Museo Regional de Atacama, en Copiapó, se debe  a que los mismos mineros opinaron que debía estar en este Museo, como al trabajo de los profesionales historiadores  del Museo, que fueron convenciendo a la comunidad y a las autoridades que  esta pieza representaba una parte fundamental de la historia contemporánea de la región, y por lo tanto debía ser exhibida en el Museo.
La Fénix 1 fue exhibida durante la Exposición Universal de Shanghái de 2010.
Algunos expertos en subastas han estimado que la Fénix 2 podría valer hasta USD 1 millón. El tasador Dominic Winter, de Gloucestershire (Inglaterra), dijo al respecto que “La cápsula es un icono del siglo XXI y simboliza muchas cosas incluyendo el triunfo de la esperanza y del espíritu humano sobre la adversidad, el trabajo de equipo y tecnología sobre la naturaleza y la miríada de historias del ascenso de los 33 mineros y sus familias. La cápsula será reconocida por el mundo entero por las décadas por venir y sería una atracción turística principal para cualquier museo de ciencia o de cultura popular, el cual es su hogar más lógico”.